# Nizomiddin Bakirov

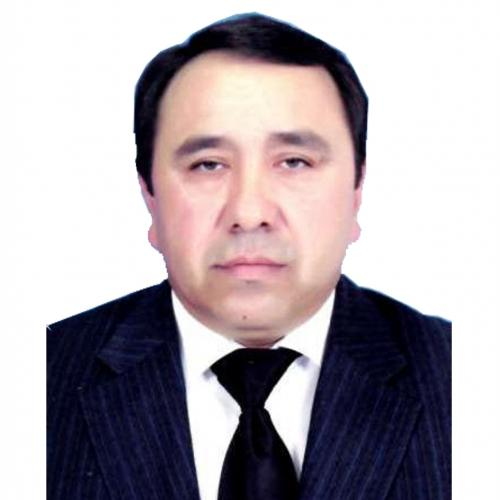
Nizomiddin Bakirov

Nizomiddin Jalilovich Bakirov (russisch Низомиддин Жалилович Бакиров Nisomiddin Schalilowitsch Bakirow; * 30. Dezember 1968 im Rajon Marhamat, Provinz Andijon, Usbekische SSR) ist ein usbekischer Politiker. Von 2017 bis 2022 war er Vorsitzender des Staatlichen Forstwirtschaftskomitees und als solcher Mitglied der Regierung Usbekistans.

## Lebenslauf
Von 1986 bis 1993 studierte er am Taschkenter Institut für Bewässerungswesen und Mechanisierung der Landwirtschaft. Von 1987 bis 1988 diente er in der Armee.
Er begann seine Karriere 1993 als Landingenieur bei der Gebietsleitung für Landwirtschaft der Provinz Andijon. Von 1995 bis 1999 verwaltete er die Landressourcen der Provinz Andijon.
Ab 1999 war er stellvertretender Vorsitzender des Staatlichen Ausschusses für Landressourcen der Republik Usbekistan und ab 2000 Leiter des Landressourcenmanagements in der Provinz Jizzax. Von 2001 bis 2002 leitete er die Direktion Samarkand des Staatlichen Landwirtschaftlichen Forschungsinstituts Oʻzdaverloyiha. Von 2002 bis 2004 war er Leiter der Abteilung für Landressourcen in den Regionen Samarkand, Sirdaryo und Andijon.
Von 2005 bis 2017 war er stellvertretender Vorsitzender des Staatlichen Komitees für Landressourcen, Geodäsie, Kartographie und Liegenschaftskataster.
Nizomiddin Bakirov wurde am 27. Mai 2017 zum Vorsitzenden des Staatlichen Forstwirtschaftskomitees der Republik Usbekistan ernannt. Dieses Komitee entstand 2017 durch die Ausgliederung der betreffenden Hauptabteilung des Landwirtschaftsministeriums in eine eigenständige Behörde. Der Leiter der Behörde gehörte er der Regierung an. 2020 wurde er durch das Parlament in dem Amt bestätigt.
Zum 1. Januar 2023 wurde das Staatliche Forstwirtschaftskomitee in die Behörde für Forstwirtschaft umgewandelt, deren Direktor Bakirov wurde. Dadurch schied er aus der Regierung aus.
Bakirov wurde 2020 mit dem Orden „Ruhm der Arbeit“ ausgezeichnet.